# Бен-Арус (вилайет)
Бен-Арус (араб. ولاية بن عروس‎) — вилайет на севере Туниса.
- Административный центр — город Бен-Арус.
- Площадь — 761 км², население — 542 700 человек (2007 год).

## География
На севере граничит с вилайетом Тунис, на северо-западе с вилайетом Мануба, на юге с вилайетом Загван, на западе с вилайетом Набуль. На севере омывается водами Средиземного моря (Тунисский залив).

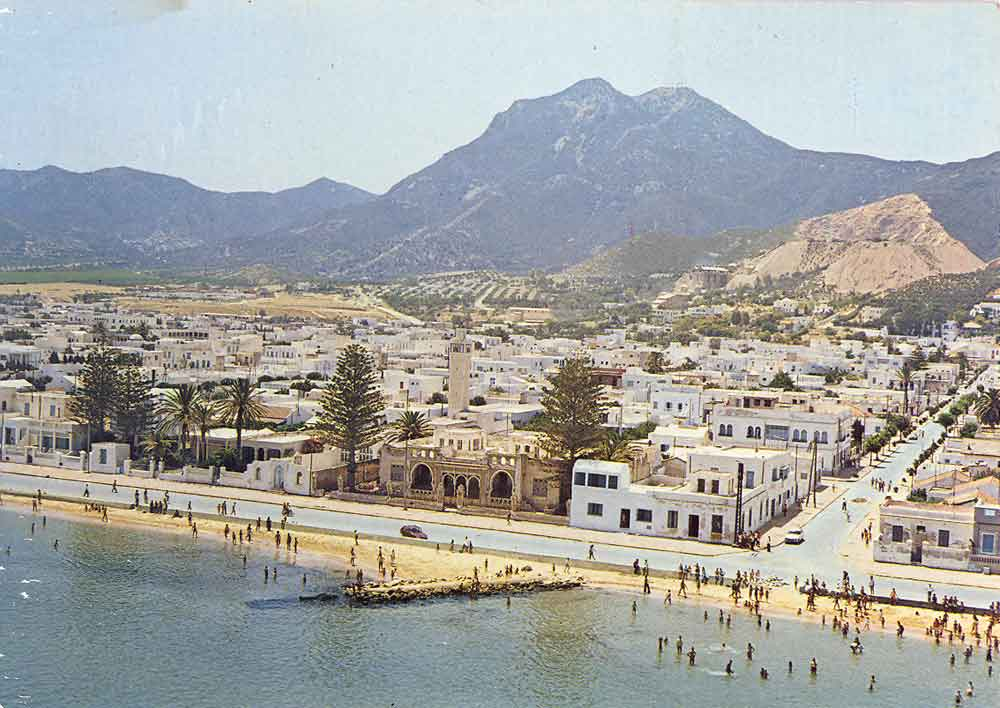
Хаммам-Лиф в 1950 году

## Административное деление
Вилайет Бен-Арус делится на 12 округов:
- Бен-Арус (Ben Arous)
- Бу-Мхель-эль-Бассатен (Bou Mhel el-Bassatine)
- Эль-Муру (El Mourouj)
- Эз-Захра (Ezzahra)
- Фушана (Fouchana)
- Хаммам-Шотт (Hammam Chott)
- Хаммам-Лиф (Hammam Lif)
- Эль-Мохаммедия (Mohamedia)
- Медина-Джедида (Medina Jedida)
- Мегран (Mégrine)
- Морнаг (Mornag)
- Радес (Radès)